# COBIT
Control Objective for Information and Related Technology Standards, forkortet COBIT, er en samling af generelt accepterede og applicerbare standarder indenfor informationsteknologien, der udfærdiges af den internationale IT-Governance-association ISACA (Information Systems Audit and Control Association). Et modsvar inden for finansiel kontrol er COSO.
Størstedelen af information om COBIT er gratis og kan hentes på den officielle hjemmeside.